# Rodolfo Ramírez Valenzuela
Rodolfo Antonio Ramírez Valenzuela (8 de septiembre de 1923-Santiago, 5 de agosto de 2011) fue un ingeniero agrónomo y político chileno.

## Biografía
Hijo de Cardenio Ramírez y de Jesús Valenzuela. Casado con Eliana Ormazábal Brown, tuvo 4 hijos.
Realizó sus estudios primarios y secundarios en el Instituto Luis Campino, en el Colegio San Pedro Nolasco, en el Instituto Rafael Ariztía de Quillota y en el Instituto San Martín de Curicó. Luego de finalizar su etapa escolar, ingresó a la Pontificia Universidad Católica de Chile, donde se tituló de ingeniero agrónomo en 1950, luego de presentar la tesis "Estudio de la Industria Lechera en la Provincia de Curicó".
Una vez egresado, trabajó como Corredor de Vinos Asociado y en el Fundo "Santa Eliana" en Vichuquén.
Entre otras actividades, fue presidente del Consejo Local de Deportes y director del Club de la Unión.

## Carrera política
Inició sus actividades políticas al integrarse al Partido Conservador Unido. Luego, en 1955 fue elegido regidor por Curicó, siendo reelecto por tres períodos, hasta 1970. Paralelamente, ejerció como alcalde subrogante en varias ocasiones. En estos años, fue tres veces miembro del Comité Ejecutivo de la Confederación Nacional de Municipalidades.
En 1964 fue candidato a diputado del Frente Democrático en la elección complementaria de 1964, conocida como el Naranjazo, pero no obtuvo el cargo. Mientras tanto, prosiguió sus funciones políticas dentro de su partido, ocupando el cargo de dirigente provincial.
Posteriormente se integró al Partido Nacional.
En 1973 fue elegido diputado por la 11.ª agrupación departamental de Curicó y Mataquito, para el período de 1973 a 1977. Participó de la Comisión de Gobierno Interior. Sin embargo, no pudo cumplir la totalidad de su labor como parlamentario, debido al golpe de Estado y la consecuente disolución del Congreso Nacional en 1973 (D.L 27 de 21-09-1973).
El 10 de abril de 1975 fue designado alcalde de Vichuquén, desempeñándose en dicho cargo hasta el 13 de abril de 1977.